# Caldivirga
Genre
Espèces de rang inférieur
- Caldivirga maquilingensis

Caldivirga est un genre d'archées de la famille des Thermoproteaceae.